# كيت فاين
كيت فاين (بالإنجليزية: Kit Fine)‏ هو كاتب وفيلسوف ورياضياتي بريطاني، ولد في 26 مارس 1946.